# Scipion-Jérôme Bégon
 (mars 2019).
Scipion-Jérôme Bégon (né le 30 septembre 1681 à Brest et mort le 28 décembre 1753 à Toul) est un prélat français qui fut évêque de Toul de 1723 à 1753.

## Biographie
Michel Bégon, son père, issu d'une des premières familles de Blois, était conseiller du roi et président au Présidial de cette ville. De son mariage avec Marie-Madelaine Druilhon, il eut trois fils et cinq filles. Scipion-Jérôme, son second fils, se destina de bonne heure à l'état ecclésiastique. Il fit ses humanités à Paris, dans le collège de Louis-le-Grand. Son application et ses succès allèrent en augmentant dans son cours de Sorbonne, en même temps qu'il édifiait le séminaire de Saint-Sulpice. L'année suivante, il fut ordonné prêtre, et reçut, au mois de juin 1708, le bonnet de docteur en théologie. En 1709, le chapitre de la cathédrale de La Rochelle le choisit pour son doyen. En 1740, il fut nommé député du second ordre de la province de Bordeaux, à l'assemblée générale du clergé de France, qui, par sa délibération du 12 mai, le députa à Limoges, avec M. de Puget, évêque de Digne, à l'effet d'y régler les impositions de ce diocèse. Cette mission fut exécutée avec un succès qui mérita aux deux députés l'approbation de l'assemblée. En 1713, Louis XIV nomma Bégon abbé de Saint-Germer-de-Flay, et M. de Beauvillier de Saint-Aignan, évêque de Beauvais, le choisit pour son vicaire général. Élu, trois ans après, doyen de l'église cathédrale de cette ville, il se démit de son premier doyenné, dont il ne pouvait concilier les obligations avec celles que lui imposait sa dernière nomination. L'habileté qu'il déploya dans ses rapports administratifs[réf. souhaitée] fut si remarquable, que Louis XV le choisit, en 1720, pour faire accepter la bulle Unigenitus dans les provinces de Bordeaux et d'Auch. Tous les prélats avec lesquels il eut ordre de conférer reçurent et approuvèrent cette bulle. Quelques années après, il remplit avec succès la même mission auprès de D. Anselme de Bavay, abbé régulier de Beaupré, et auprès de quelques religieux de la congrégation de Saint-Vanne, de la province des Trois-Évéchés, qui témoignaient de la répugnance à recevoir purement et simplement la constitution Unigenitus, sans une explication du sens dans lequel on condamnait les propositions.

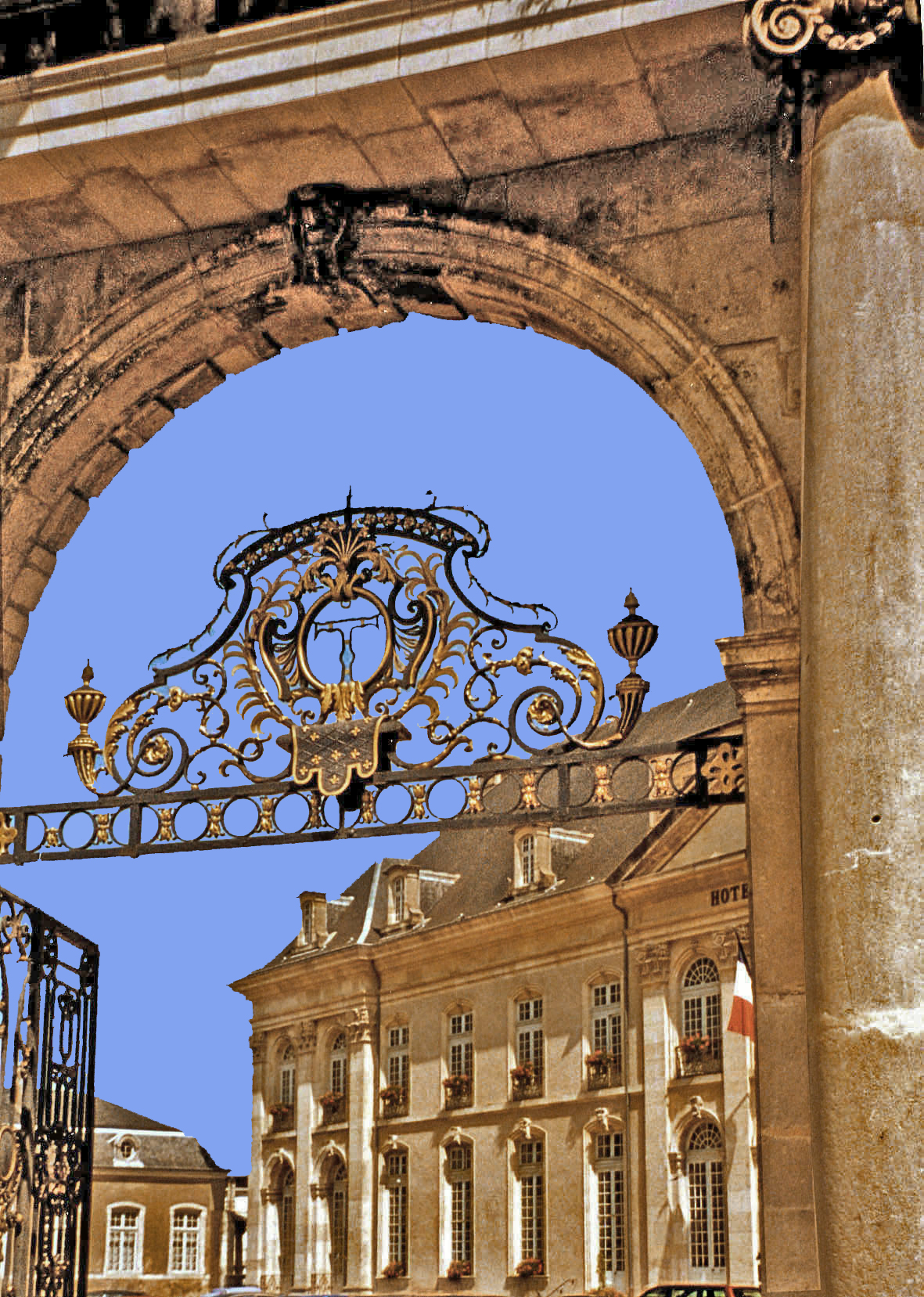
Palais épiscopal de Toul, édifié par Scipion-Jérôme Bégon

Le roi, pour lui témoigner sa satisfaction, l'éleva, le 11 janvier 1721, au siège épiscopal de Toul vacant par la nomination de M. Blouet de Camilly à l'archevêché de Tours. Celui-ci n'ayant pu obtenir ses bulles avant 1723, Bégon ne put être sacré que le 25 avril de la même année. La consécration fut faite dans l'église des Minimes à Paris par M. de La Tour d'Auvergne, archevêque de Vienne, en présence de plusieurs abbés, évêques, archevêques, et de M. Massey, nonce du pape. Il fut reçu à Toul, le 31 août 1723, avec les honneurs dus à sa dignité. À la tête du diocèse alors le plus considérable de France[réf. souhaitée], et dont l'évêque prenait le titre de prince du Saint-Empire, il ne jouissait pourtant que d'un revenu de 45 000 livres, dont la première année fut absorbée par le prix de ses bulles. Il consacra 420.000 livres à la reconstruction de son palais épiscopal, qui tombait en ruines, et qui fut reconstruit sur les plans de Nicolas Pierson, frère convers de l'ordre des Prémontrés. Il concourut encore, de ses propres deniers, à la reconstruction des casernes de Toul et à celle de plusieurs édifices diocésains. Obéré par ces dépenses, il demanda, en 1737, mais sans qu'il paraisse les avoir obtenues, l'abbaye de Trois-Fontaines, qui possédait 47.000 arpents de terre et de bois, et la primatie de Nancy, dignité qui procurait au titulaire 10 000 livres, « et qui n'avait été érigée que pour offusquer et contrecarrer les évêques de Toul. »[réf. nécessaire]
Après son arrivée à Toul, Bégon commença la visite de son diocèse, malgré la rigueur des saisons et le mauvais état de sa santé.[réf. souhaitée] On le vit, pendant des jours entiers, conférer le sacrement de la confirmation, s'entretenir avec chacun des curés en particulier, visiter les malades, secourir et consoler les pauvres, pourvoir à l'éducation de la jeunesse, consacrer un grand nombre d'églises, faire réparer et décorer celles qui en avaient besoin. Il présidait lui-même à l'examen de ceux qui se destinaient au saint ministère, veillait attentivement au bon ordre de son séminaire, l'un des plus grands et des plus nombreux de France, procurait aux séminaristes pauvres des secours proportionnés à leurs besoins, dispensait les pensions gratuites avec équité, et mettait tous ses soins aux progrès des études. Grâce à cette vigilance éclairée, le séminaire de Toul acquit une grande renommée ; des jeunes gens y accoururent de tous les points de la France ; une foule d'hommes distingués en sortirent ; jamais peut-être les études religieuses n'avaient été dirigées avec autant de sagacité dans la province des trois évêchés.[style à revoir]
Sous la direction de Bégon, M. de Clévy, l'un de ses vicaires généraux, rédigea un nouveau bréviaire, qui fut imprimé en 1748, et un nouveau missel, approprié, comme le bréviaire, aux besoins du diocèse. Ce fut encore à sa recommandation que dom Ambroise Collin, religieux de l'abbaye de Senones écrivit une vie des saints nés dans le diocèse de Toul, ouvrage demeuré manuscrit, et pour la composition duquel Bégon semble avoir lui-même fourni des notes.
Dévoué aux intérêts de la France, il justifia la confiance de Louis XV, qui lui avait recommandé d'user de tous ses moyens d'influence pur, l'esprit de la noblesse lorraine, pour la rendre moins hostile à Stanislas. Bégon répondit le plus qu'il lui fut possible aux désirs de la cour ; mais ses démarches, ses discours rencontrèrent bien des oppositions. Il eut aussi à lutter contre le chapitre de Saint-Dié, parce que, contrairement aux usages reçus, Stanislas l'avait pourvu des titres de grand-prévôt de cette collégiale, et que, depuis longtemps, les évêques de Toul élevaient des prétentions sur la seigneurie de Saint-Dié. Autant par reconnaissance des services qu'il lui avait rendus qu'en considération de son mérite personnel et de l'insuffisance des revenus de l'évêché de Toul, eu égard aux grandes dépenses qu'entraînaient les devoirs de l'hospitalité dans une ville de grand passage, Stanislas réunit en outre à l'évêché de Toul l'abbaye d'Étival, ordre de Prémontré. Les bulles de l'union furent expédiées par Benoît XIV, le 5 juin 1747, et enregistrées au greffe de la cour souveraine de Nancy le 4 septembre suivant. Bégon mourut à Toul, le 28 décembre 1753, honoré des larmes et des regrets de ses diocésains. Son oraison funèbre fut prononcée par l'abbé Clément et publiée sous ce titre : Oraison funèbre de Scipion-Jérôme Bégon, évêque de Toul, prince du Saint-Empire, prononcée en l'église cathédrale de Toul, le 30 janvier 1754.

## Œuvres
Indépendamment d'un grand nombre de mandements, lettres pastorales et discours sur diverses matières, on a de Bégon :
- Discours prononcé à Nancy, en 1729, aux obsèques du duc Léopold, mort à Lunéville, âgé de cinquante ans. Ce discours, qui a été imprimé, fut accueilli par des applaudissements unanimes[réf. nécessaire].
- Discours prononcés à la cérémonie de la béatification du vénérable Pierre Fourrier, et l'exhumation de ses reliques à Mattaincourt, au mois de septembre 1732 ;
- lors du Te Deum chanté à Nancy pour l'avènement du roi de Pologne, au mois de mars 1737,
- et lors de sa réception à la cathédrale de Toul, au mois d'avril suivant ;
- au mariage du roi de Sardaigne avec la princesse de Lorraine, au mois de mars 1737,
- aux obsèques de Madame Royale, duchesse de Lorraine, à Commercy, en 1745.

## Sources
- Biographie bretonne – Recueil de notices sur tous les Bretons qui se sont fait un nom, p. 75 sur Google Livres, Tome 1, par Prosper Levot, Cauderan éditeur, Vannes, 1852.